# Distretto di Kadapa
Kadapa è un distretto dell'India di 2 573 481 abitanti. Capoluogo del distretto è Kadapa.

## Mandals
- Atlur,
- Badvel,
- B.Kodur,
- Brahmamgarimattam,
- Chapadu,
- Chennur,
- Chinnamandem,
- Chitvel,
- Duvvuru,
- Galiveedu,
- Gopavaram,
- Jammalmadugu,
- Kadapa,
- Kalasapadu,
- Kamalapuram,
- Kondapuram,
- Lakkireddipalle,
- Lingala,
- Muddanur,
- Mydukur,
- Nandalur,
- Obulavaripalle,
- Peddamudium,
- Pendlimarri,
- Porumamilla,
- Proddatur,
- Pulivendula,
- Pullampeta,
- Rajampeta,
- Railway Koduru,
- Rajupalem,
- Ramapuram,
- Rayachoti,
- Sambepalle,
- Simhadripuram,
- Sidhout,
- Sri Avudata Kasinayana,
- T.Sundupalle,
- Vallur
- Vempalle,
- Veerapunayunipalle,
- Veeraballe,
- Vemula,
- Yerraguntla